# Гадяцька повітова народна управа
Гадяцька повітова народна управа — виконавчий орган місцевого самоврядування у Гадяцькому повіті у 1917—1918 роках.
Сформована 29 жовтня (за старим стилем) 1917 року після обрання гадяцького повітового народного зібрання за демократичним законом.
До її складу увійшли: Петро Олексійович Новіков (1881 - ?) (голова), Г. Лидзарь, Ф. Рудченко, Олександр Онацький (1889,Бірки -?), К.Смаль.
14 грудня склад розширено ще на три члени, але обрано лише двох: Кондрашину і Лисенка.